# Prusinów
Prusinów – wieś w Polsce położona w województwie wielkopolskim, w powiecie jarocińskim, w gminie Żerków.
W latach 1975–1998 miejscowość należała administracyjnie do województwa kaliskiego.